# Le Boulou
Le Boulou là một xã thuộc tỉnh Pyrénées-Orientales trong vùng Occitanie phía nam Pháp. Xã này nằm ở khu vực có độ cao từ 55-363 mét trên mực nước biển.